# 154 a.C.
Il 154 a.C. (CLIV a.C. in numeri romani) è un anno  del II secolo a.C.

## Eventi
- Lucio Postumio Albino (morto prematuramente e quindi sostituito da Manio Acilio Glabrione), Quinto Opimio diventano consoli della Repubblica romana.
- Le insegne romane entrano per la prima volta in Gallia, quando l'esercito di Roma, guidato dal console Quinto Opimio, sarà impegnato nel sud della Gallia ad ingaggiare la prima delle campagne contro le tribù celto-liguri, spina nel fianco della città Massalia, amica dei romani.
- Rivolta del regno di Wu contro la Dinastia Han.

## Nati
- Marco Porcio Catone Saloniano, magistrato romano
- Lucio Elio Stilone Preconino, scrittore e grammatico romano († 74 a.C.)
- Publio Rutilio Rufo, militare, politico e storico romano († 78 a.C.)
- Gaio Sempronio Gracco, politico romano († 121 a.C.)
- Tolomeo Apione, sovrano egizio († 96 a.C.)

## Morti
- Tiberio Sempronio Gracco, militare e politico romano (n. 220 a.C.)
- Lucio Postumio Albino, politico romano